# Liste von Überlebenden des Vernichtungslagers Sobibor

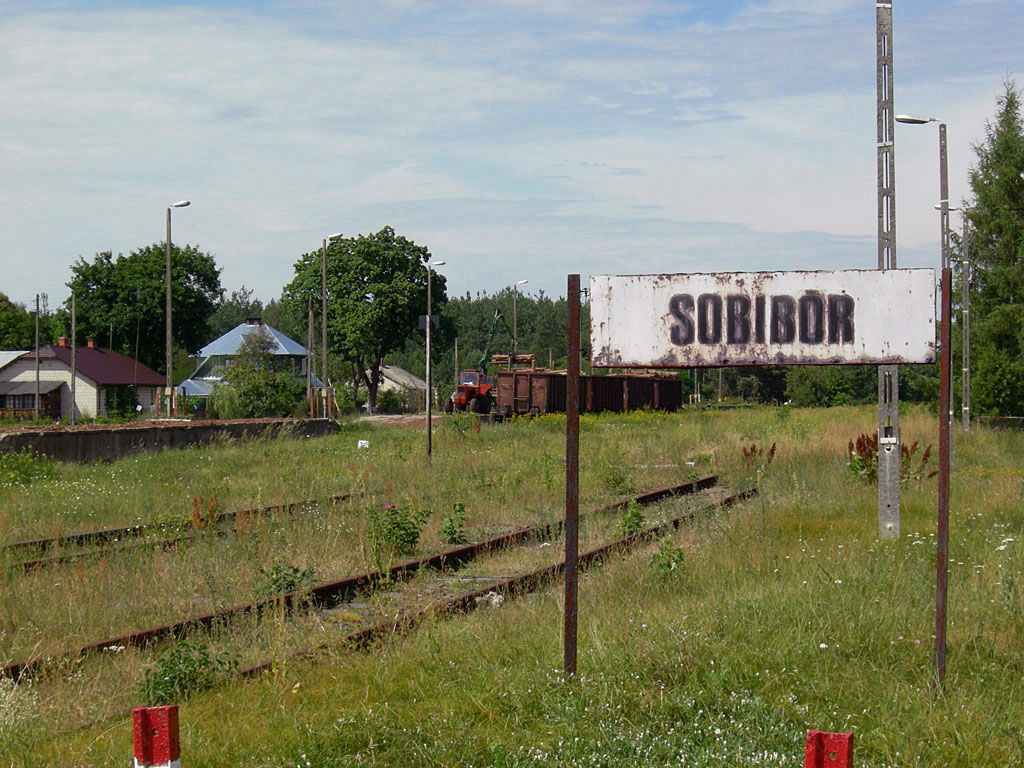
Bahnhof von Sobibor (2007)

Diese Liste der Überlebenden des Vernichtungslagers Sobibor listet Personen auf, die das während des Holocausts betriebene deutsche Vernichtungslager Sobibor überlebten. In dem im Rahmen der „Aktion Reinhardt“ ab Anfang 1942 errichteten Lager nahe der heutigen Polnisch-Ukrainischen Grenze wurden über 150.000 und bis zu 250.000 Juden ermordet, die meisten durch Vergasung mittels Dieselabgasen. Den größten Teil der Arbeit ließen die Bewacher des Lagers von sogenannten Arbeitsjuden verrichten, dazu gehörte neben dem Sortieren von Gepäck und Kleidung das Abschneiden der Haare der Frauen vor der Vergasung sowie die Räumung der Gaskammern und das Vergraben bzw. Verbrennen der Leichen.
Beim Aufstand von Sobibór am 14. Oktober 1943 versuchten die eingesetzten jüdischen Zwangsarbeiter durch einen Aufstand die Bewacher des Lagers auszuschalten und die umgebenden Absperrungen zu durchbrechen, wobei Schätzungen zufolge 365 Häftlingen die Flucht aus dem Lager gelang. Die meisten von ihnen wurden in der Umgebung des Lagers durch SS-Männer und ukrainische Wachmannschaften (Trawniki) festgenommen oder erschossen. Nach dem Aufstand wurde das Lager durch die SS eingeebnet und an seiner Stelle zur Tarnung ein Bauernhof errichtet.
Aufgeführt werden in dieser Liste Personen, die sich längere Zeit im Lager aufhielten. Insgesamt sind 47 Überlebende des Vernichtungslagers Sobibor bekannt, 42 von ihnen gelang beim Aufstand vom 14. Oktober die Flucht. Fünf konnten bereits zuvor, am 27. Juli 1943, vom „Waldkommando“ fliehen, nachdem Josef Kopp und Schlomo Podchlebnik einen ukrainischen Wachmann getötet hatten. Nicht aufgeführt werden einige Überlebende (z. B. Jules Schelvis), die die Deportation nach Sobibor überlebten, da sie direkt nach der Ankunft für Arbeitseinsätze außerhalb des Lagers selektiert wurden und nur kurze Zeit im Lager verbrachten.
Der letzte Überlebende des Vernichtungslagers Sobibor, Semyon Rozenfeld, ist am 3. Juni 2019 in einem Krankenhaus in Zentralisrael verstorben. Er war nicht nur der letzte Überlebende des Vernichtungslagers Sobibor, sondern auch der letzte bekannte Zeuge des Mordens im Rahmen der sogenannten „Aktion Reinhardt“, der systematischen Ermordung aller Juden und Roma des Generalgouvernements im deutsch besetzten Polen während des Zweiten Weltkrieges. Im Zuge der „Aktion Reinhardt“ wurden zwischen Juli 1942 und Oktober 1943 etwa 1,6 bis 1,8 Millionen Juden sowie rund 50.000 Roma aus den fünf Distrikten des Generalgouvernements (Warschau, Lublin, Radom, Krakau und Galizien) in den drei Vernichtungslagern Belzec, Sobibor und Treblinka ermordet.

## Liste der Überlebenden
| Name                                           | Geburtsdatum  | Todesdatum    | Nation      | Ankunft in Sobibor | Ort der Deportation   | Anmerkung |
| ---------------------------------------------- | ------------- | ------------- | ----------- | ------------------ | --------------------- | --- |
| Schlomo Alster                                 | 1. Dez. 1908  | März 1992     | Polen       | Nov. 1942          | Chelm                 | |
| Moshe Bachir                                   | 19. Juli 1927 | Nov. 2002     | Polen       | 24. Mai 1942       |                       | Sagte als Zeuge im Eichmann-Prozess aus.                                                                                             |
| Antonius Bardach                               | 16. Mai 1909  | 1959          | Polen       | 25. März 1943      | Drancy                | |
| Philip Bialowitz                               | 25. Nov. 1929 | 6. Aug. 2016  | Polen       | Jan. 1943          | Izbica                | Bruder von Symcha Bialowitz. |
| Symcha Bialowitz                               | 6. Dez. 1912  | Feb. 2014     | Polen       | 28. Apr. 1943      | Izbica                | Bruder von Philip Bialowitz. |
| Rachel Birnbaum                                | 1926          | März 2013     | Polen       |                    |                       | Versteckte sich nach der Ankunft im Wald.                                                                                            |
| Jakob Biskubicz                                | 17. März 1926 | März 2002     | Polen       | Juni 1942          |                       | |
| Thomas (Toivi) Blatt                           | 15. Apr. 1927 | 31. Okt. 2015 | Polen       | 23. Apr. 1943      | Izbica                | Nebenkläger im Demjanjuk-Prozess |
| Hershel Cuckierman                             | 15. Apr. 1893 | Juli 1979     | Polen       | Mai 1942           | Nałęczów              | |
| Josef Cuckierman                               | 26. Mai 1930  | 15. Juni 1963 | Polen       | Mai 1942           | Nałęczów              | Sohn von Hershel Cuckierman. |
| Josef Duniec                                   | 21. Dez. 1912 | 1. Dez. 1965  | Polen       | 25. März 1943      | Drancy                | Duniec starb einen Tag vor seiner geplanten Aussage beim Sobibor-Prozess 1965.                                                       |
| Chaim Engel                                    | 10. Jan. 1916 | 4. Juli 2003  | Polen       | 6. Nov. 1942       |                       | |
| Leon Feldhendler                               | 1910          | 6. Apr. 1945  | Polen       | Anfang 1943        |                       | Feldhendler war einer der Organisatoren und Anführer des Aufstandes.                                                                 |
| Ada Fischer (später: Ada Lichtman)             | 1. Jan. 1915  | 1993          | Polen       | Juni 1943          | Mielec                | Zeugin im Eichmann-Prozess, heiratete später Itzhak Lichtman.                                                                        |
| Berek Freiberg                                 | 15. Mai 1927  | 26. März 2008 | Polen       | 15. Mai 1942       | Krasnystaw            | Sagte als Zeuge im Eichmann-Prozess aus.                                                                                             |
| Herman Gerstenberg (später: Herman Posner)     | 8. Okt. 1909  | 8. Juni 1987  | Polen       | 14. März 1943      | Chelm                 | |
| Moshe Goldfarb                                 | 15. März 1920 | 8. Juni 1984  | Polen       | 6. Nov. 1942       |                       | |
| Josef Herszman                                 | 1925          | 2005          | Polen       | Anfang 1942        |                       | |
| Zyndel Honigman                                | 10. Apr. 1910 | Juli 1989     | Sowjetunion | Nov. 1942          | Gorzków               | Floh am 27. Juli 1943 vom Waldkommando.                                                                                              |
| Abram Kohn                                     | 25. Juli 1910 | 19. Jan. 1986 | Polen       | Mai 1942           | Wysocka               | |
| Josef Kopp                                     |               | 1944/45       | Polen       | Anfang 1942        |                       | Floh am 27. Juli 1943 vom Waldkommando.                                                                                              |
| Chaim Korenfeld                                | 15. Mai 1923  | 13. Aug. 2002 | Polen       | 28. Apr. 1943      | Izbica                | Floh nach Aussage von Mithäftlingen am 27. Juli 1943 vom Waldkommando, laut eigener Aussage war Korenfeld bis zum Aufstand im Lager. |
| Chaim Leist (auch: Chaim Lajst)                |               | Okt. 2005     | Polen       | 23. Apr. 1943      |                       | |
| Samuel Lerer                                   | 1. Okt. 1922  | 3. März 2016  | Polen       | Mai 1942           |                       | Erkannte 1949 gemeinsam mit Estera Raab den SS-Mann Erich Bauer in Berlin auf der Straße.                                            |
| Yehuda Lerner                                  | 22. Juli 1926 | 2007          | Polen       | Sep. 1943          | Lublin                | |
| Itzhak Lichtman                                | 10. Dez. 1908 | 1992          | Polen       | 15. Mai 1942       |                       | Heiratete später Ada Fischer. |
| Yefim Litwinowsky                              |               |               | Sowjetunion | 22. Sep. 1943      |                       | |
| Abraham Margulies                              | 25. Jan. 1921 | 1984          | Polen       | Mai 1942           | Zamość                | |
| Chaskiel Menche                                | 7. Jan. 1910  | 1984          | Polen       | Juni 1942          | via Izbica und Lublin | |
| Zelda Metz-Kelbermann                          | 1. Mai 1925   | 1980          | Polen       | 20. Dez. 1942      |                       | |
| Alexander Aronowitsch Petschjorski             | 22. Feb. 1909 | 19. Jan. 1990 | Ukraine     | 22. Sep. 1943      |                       | Petschjorski war einer der Organisatoren und Anführer des Aufstandes.                                                                |
| Schlomo Podchlebnik                            | 15. Feb. 1907 | Feb. 1973     | Polen       | 28. Apr. 1943      | Izbica                | Floh am 27. Juli 1943 vom Waldkommando.                                                                                              |
| Estera Raab                                    | 11. Juni 1922 | 13. Apr. 2015 | Polen       | 20. Dez. 1942      | Arbeitslager Staw     | Erkannte 1949 gemeinsam mit Samuel Lerer den SS-Mann Erich Bauer in Berlin auf der Straße.                                           |
| Semjon Rosenfeld                               | 1. Okt. 1922  | 3. Juni 2019  | Ukraine     | 22. Sep. 1943      |                       | |
| Ajzik Rotenberg                                | 1925          | 1994          | Polen       | 12. Mai 1943       |                       | |
| Ursula Stern (später: Ilona Safran)            | 28. Aug. 1926 | 1985          | Deutschland | 9. Apr. 1943       | Westerbork            | Zeugin im Sobibor-Prozess. |
| Stanisław Szmajzner                            | 13. März 1927 | 3. März 1989  | Polen       | 12. Mai 1943       | Opole                 | |
| Boris Taborinsky                               | 1917          | nach 1984     | Sowjetunion | 22. Sep. 1943      | Minsk                 | |
| Kurt Thomas (auch: Kurt Ticho)                 | 11. Apr. 1914 | 8. Juni 2009  | Tschechien  | 6. Nov. 1942       |                       | |
| Chaim Trager                                   | 5. März 1906  | 1. Aug. 1969  | Polen       | März 1943          | Chelm                 | |
| Aleksej Waizen                                 | 30. Mai 1922  |               | Sowjetunion | Juni 1942          | Ternopil              | |
| Arkadi Moissejewitsch Waispapir                | 1921          | 11. Jan. 2018 | Sowjetunion | 22. Sep. 1943      | Kiew via Minsk        | |
| Abraham Wang                                   | 2. Jan. 1921  | 1978          | Polen       | 23. Apr. 1943      | Izbica                | Floh am 27. Juli 1943 vom Waldkommando.                                                                                              |
| Hella Weiss                                    | 25. Nov. 1925 | Dez. 1988     | Polen       | 20. Dez. 1942      | Arbeitslager Staw     | |
| Kalmen Wewerik                                 | 25. Juni 1906 |               | Polen       | Herbst 1942        | Chelm                 | |
| Selma (Saartje) Wijnberg (später: Selma Engel) | 15. Mai 1922  | 4. Dez. 2018  | Niederlande | 9. Apr. 1943       | Westerbork            | |
| Regina Zielinski                               | 2. Sep. 1924  | Sep. 2014     | Polen       | 20. Dez. 1942      | Arbeitslager Staw     | |
| Meier Ziss                                     | 15. Nov. 1927 |               | Polen       | Mai/Juni 1942      |                       | |